# Rita Lejeune Dehousse
Rita Lejeune (Herstal, Bèlgica, 22 de novembre de 1906 – Lieja, 18 de març de 2009) fou una romanista i medievalista belga. També fou especialista en literatura valona.

## Vida
Rita Lejeune va néixer a Herstal en el si d'una família relativament modesta, situació que va empitjorar amb la mort prematura del seu pare el 1918, cosa que la dugué a haver de col·laborar amb la família i especialment a ajudar el seu germà petit. Va estudiar Filosofia i Lletres (secció Filologia Romànica) a la Universitat de Lieja, amb Maurice Wilmotte, i va llegir la seva tesi doctoral el 1928 amb el títol Le style dans les œuvres attribuées à Jean Renart. També es va diplomar a l'École Pratique des Hautes Études (París) i defensà, a la tornada a Lieja, una tesi d'agregació intitulada Recherches sur le Roman de Guillaume de Dole, suivies d'une édition du poème (1936). A París, on estudià amb una beca del recentment creat Fonds National de la Recherche Scientifique, fou alumna de Mario Roques i d'Alfred Jeanroy. De 1937 a 1954 fou professora ajudant a la Universitat de Lieja. Fou la segona dona en ser professora d'aquesta universitat, com també havia estat de les primeres a inscriure-s'hi. De 1955 i fins a la jubilació fou catedràtica a la Universitat de Lieja.
Rita Lejeune va pertànyer a una família d'intel·lectuals i polítics valons, tot i que la mort primerenca del seu pare, a la fi de la Primera Guerra Mundial, deixà la família en una situació difícil. El seu pare va ser l'escriptor Jean Lamoureux (pseudònim de Jean Lejeune, †1918); el seu germà fou l'historiador Jean Lejeune (1914-1979). Es va casar amb el polític Fernand Dehousse (1906-1976), company d'estudis, i va ser mare del també polític Jean-Maurice Dehousse i de la romanista Françoise Dehousse; el seu net Renaud Dehousse (*1960) és també politòleg.
Als inicis de la Segona Guerra Mundial s'instal·là a Tolosa on estudià occità amb Joseph Salvat i on contribuí també a acollir les onades de refugiats belgues que hi arribaren des de 1940. Aquesta estada determinà el seu interès també pels estudis occitans.
Des de l'any 1974 formà part de la Secció Filològica de l'Institut d'Estudis Catalans com a membre corresponent.

## Obra
Rita Lejeune fou una de les grans especialistes en literatura francesa medieval, particularment sobre Jean Renart, que estudià en les seves tesis. També publicà estudis sobre la cançó de gesta, sobretot sobre la cançó de Roland però també sobre cançons del cicle de Guillem. Dedicà també nombrosos estudis a la literatura occitana, tant a obres narratives (Flamenca; Jaufré) com a la lírica trobadoresca.
Va ser editora de la revista Le Moyen Age (des de 1960) i també edità el volum de les cançons de gesta del Grundriss der romanischen Literaturen des Mittelalters. Volume III, Les épopées romanes (Heidelberg 1981-2005).
Així mateix dedicà una atenció especial a la literatura valona, tan antiga com contemporània.
Fou membre de l'Académie Royale de Bèlgica (1988; havia estat membre corresponent des de 1977), de l'Acadèmia dels Jocs Florals de Tolosa (1961), acadèmica corresponent de l'Acadèmia de Bones Lletres de Barcelona (1952) i membre corresponent de l'Institut d'Estudis Catalans (1974). El 1955 fou un dels membres fundadors de la Société Rencesvals (també l'única dona entre tretze homes), presidenta d'honor de la Société Internationale Arthurienne i doctora honoris causa per la Universitat de Bordeus.

## Publicacions
Recollim només les publicacions en forma de llibre i no els nombrosíssims articles [gairebé 150 en la bibliografia que apareix en l'article de Madeleine Tyssens (veure bibliografia)].
- L'œuvre de Jean Renart. Contribution à l'étude du genre romanesque au Moyen Âge, Lieja/Paris, 1935, Ginebra 1968
- (editora) Jean Renart. Le Roman de la Rose ou de Guillaume de Dole, París 1936
- (editora) Renaut [de Beaujeu]. Le Lai d'Ignaure ou Lai du prisonnier, Brüssel·les/Lieja 1938
- Histoire sommaire de la Littérature Wallonne, Brussel·les 1942
- Recherches sur le thème: Les chansons de geste et l'histoire, Lieja/París 1948
- (amb Jacques Stiennon) La légende de Roland dans l'art du Moyen Âge, Brussel·les 1966
- (coordinadora) Saint-Laurent de Liège. Église, abbaye et hôpital militaire. Mille ans d'histoire, Lieja 1968
- (editora, amb Jacques Stiennon) La Wallonie, le pays et les hommes. Lettres, arts, culture, 4 volums, Brussel·les 1977-1981
- Littérature et société occitanes au Moyen Âge, Lieja 1979
- Anthologie de la poésie lyrique en wallon. Textes dialectaux traduits en français, Herstal 2004